# Ортофосфат меди(II)
Ортофосфа́т ме́ди(II) — неорганическое соединение, соль меди и фосфорной кислоты. Химическая формула Cu3(PO4)2. Практически нерастворим в воде. В природе сопутствует минералу либетениту — гидрофосфату меди(I) Cu2(PO4)OH. Безводный ортофосфат меди(II) образует синие кристаллы триклинной сингонии.

## Получение
Ортофосфат меди(II) может быть получен реакцией оксида меди(II) с фосфорной кислотой:
{\displaystyle {\mathsf {3CuO+2H_{3}PO_{4}\ \longrightarrow \ Cu_{3}(PO_{4})_{2}\downarrow +3H_{2}O}}}
При смешивании гидроксида меди(II) c фосфорной кислотой:
{\displaystyle {\mathsf {3Cu(OH)_{2}+2H_{3}PO_{4}\ \longrightarrow \ Cu_{3}(PO_{4})_{2}\downarrow +6H_{2}O}}}
Или реакцией карбоната меди(II) c фосфорной кислотой:
{\displaystyle {\mathsf {3CuCO_{3}+2H_{3}PO_{4}\ \longrightarrow \ Cu_{3}(PO_{4})_{2}\downarrow +3CO_{2}\uparrow +3H_{2}O}}}
Также можно получить с помощью реакции сульфата меди(II) с фосфорной кислотой:
{\displaystyle {\mathsf {3CuSO_{4}+2H_{3}PO_{4}\ \longrightarrow \ Cu_{3}(PO_{4})_{2}\downarrow +3H_{2}SO_{4}}}}

## Физические свойства
Ортофосфат меди(II) образует  кристаллы триклинной сингонии, пространственная группа P 1, параметры ячейки a = 0,48537 нм, b = 0,52855 нм, c = 0,61821 нм, α = 72,35°, β = 86,99°, γ = 68,54°, Z = 1, d = 4,503 г/см3 .
Кристаллогидрат состава Cu3(PO4)2·H2O образует  кристаллы моноклинной сингонии, пространственная группа C 2/c, параметры ячейки a = 1,805 нм, b = 0,620 нм, c = 1,226 нм, β = 105,50°, Z = 8
.